# Othar Chedlivili
Othar Chedlivili, né le 18 octobre 1943 à Montpellier, est un organiste français, professeur et titulaire de l’orgue de la cathédrale Saint-Pierre de Montpellier.

## Biographie
À l'âge de 12 ans, en 1955, il commence une formation d'organiste. Après des études au Conservatoire national supérieur de musique de Montpellier — avec de premiers prix en théorie musicale, piano et musique de chambre —, il est nommé organiste titulaire à l'âge de 18 ans, en 1961, à l’église Sainte-Thérèse de Montpellier. Il étudie ensuite avec Joseph Roucairol et devient organiste co-titulaire de la cathédrale Saint-Pierre de Montpellier. Après la mort de son maître, en 1992, il en devient le titulaire.

Il enseigne à l'université de Montpellier et donne des concerts dans toute l'Europe.

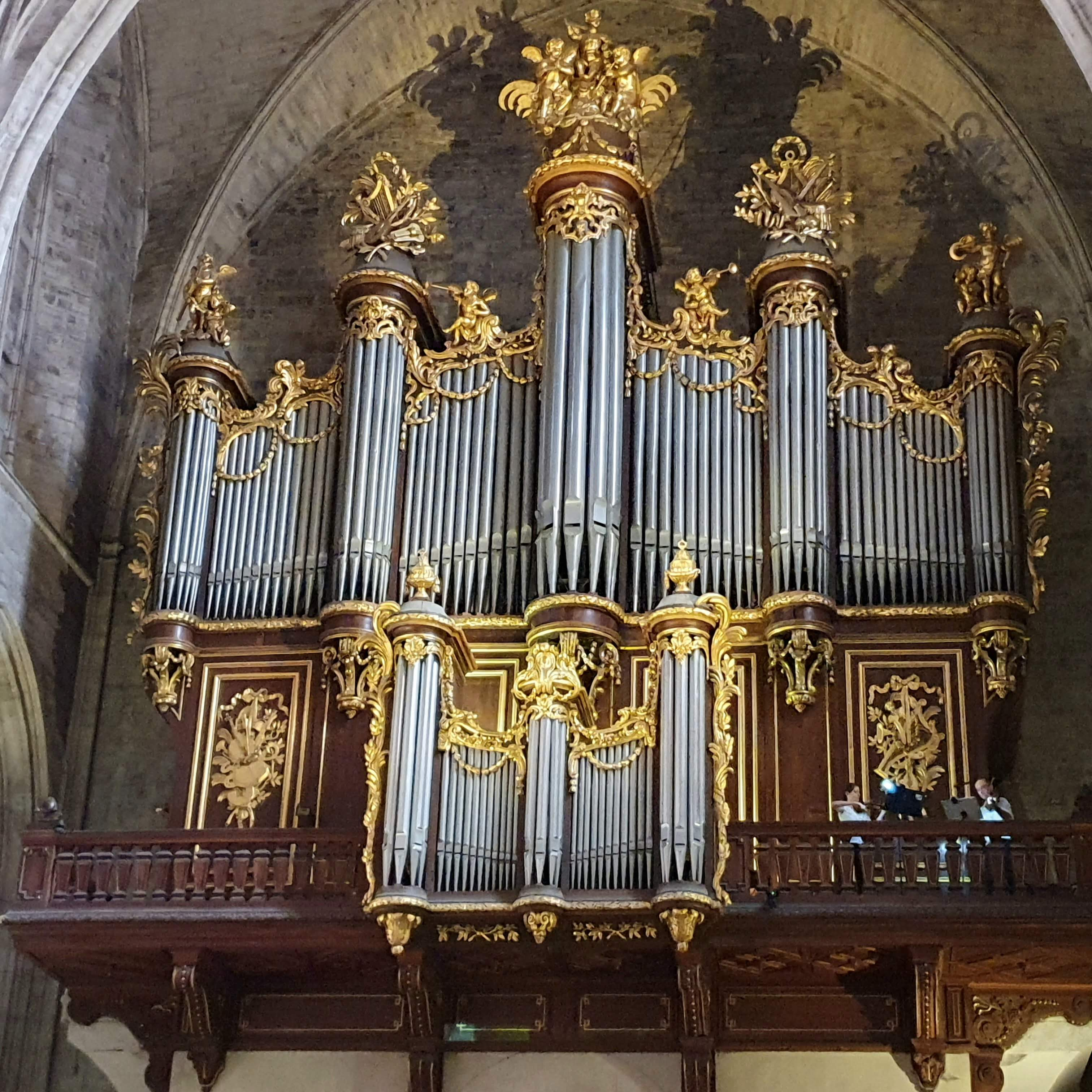
Grand orgue de la cathédrale Saint-Pierre de Montpellier

## Discographie
- J. Roucairol : Pièces, 1991, CD[3]
- Connaître et comprendre l'orgue, 2009, DVD